# Zameczna
Zameczna – wzniesienie (281 m n.p.m.) w południowo-zachodniej Polsce, w północnej części Wysoczyzny Ziębickiej we Wzgórzach Niemczańsko-Strzelińskich.

## Położenie
Rozległe, spłaszczone wzniesienie na południu Bukowego Lasu, stromo opadające do doliny Zamecznego Potoku. W pobliżu miejscowości Czerńczyce, Sieroszów, Piotrowice Polskie i Muszkowice.

## Charakterystyka
Zbudowane z mioceńskich iłów, mułków i piasków oraz młodoproterozoicznych łupków łyszczykowych. Na zboczu wczesnośredniowieczne cmentarzysko kurhanowe. Na wschodzie rezerwat przyrody Muszkowicki Las Bukowy.

## Szlaki turystyczne
Pod Zameczną w dolinie Zamecznego Potoku węzeł szlaków turystycznych zwany Rozdroże pod Zameczną:
 Ząbkowice Śląskie – Bobolice – Cierniowa Kopa – Rozdroże pod Zameczną – Zameczny Potok – Muszkowicki Las Bukowy – Muszkowice – Henryków – Raczyce – Witostowice – Nowolesie – Nowoleska Kopa – Kalinka – Nowina – Dzierzkowa – Siemisławice – Przeworno – Krzywina – Garnczarek – Skrzyżowanie pod Dębem – Biały Kościół
 Ziębice – Lipa – Jasłówek – Krzelków – Rozdroże pod Zameczną – Zameczny Potok – Ciepłowody – Kawia Góra (Łysica) – Ruszkowice – Ostra Góra – Podlesie – Przerzeczyn-Zdrój – Grzybowiec – Piława Górna – Piława Dolna